# Liste der brasilianischen Kulturminister
Diese Liste enthält alle seit Errichtung des Ministério da Cultura (MinC) im Jahr 1985 ernannten Kulturminister des südamerikanischen Staates Brasilien. Das Ministerium wurde zu Beginn der Präsidentschaft von Jair Bolsonaro am 2. Januar 2019 aufgelöst, der Aufgabenbereich ging in das Secretaria Especial da Cultura (deutsch Sondersekretariat für Kultur) über, das beim Ministério da Cidadania angesiedelt ist.
Das Kulturministerium hatte seinen Sitz in der Hauptstadt Brasília.
| #          | Name                          | Beginn        | Ende          | Bild | Regierung von             |
| ---------- | ----------------------------- | ------------- | ------------- | ---- | ------------------------- |
| 1          | José Aparecido de Oliveira    | 15. März 1985 | 29. Mai 1985  | 70p  | José Sarney               |
| 2          | Aluísio Pimenta               | 30. Mai 1985  | 13. Feb. 1986 |      | José Sarney               |
| 3          | Celso Furtado                 | 14. Feb. 1986 | 28. Juli 1988 |      | José Sarney               |
| 4          | Hugo Napoleão do Rego Neto    | 28. Juli 1988 | 19. Sep. 1988 |      | José Sarney               |
| 5          | José Aparecido de Oliveira    | 19. Sep. 1988 | 14. März 1990 | 70p  | José Sarney               |
| 6          | Ipojuca Pontes                | 14. März 1990 | 10. März 1991 |      | Fernando Collor de Mello  |
| 7          | Sérgio Paulo Rouanet          | 10. März 1991 | 2. Okt. 1992  |      | Fernando Collor de Mello  |
| 8          | Antônio Houaiss               | 2. Okt. 1992  | 1. Sep. 1993  |      | Itamar Franco             |
| 9          | Jerônimo Moscardo             | 1. Sep. 1993  | 9. Okt. 1993  |      | Itamar Franco             |
| 10         | Luiz Roberto Nascimento Silva | 15. Dez. 1993 | 31. Dez. 1994 |      | Itamar Franco             |
| 11         | Francisco Weffort             | 1. Jan. 1995  | 31. Dez. 2002 |      | Fernando Henrique Cardoso |
| 12         | Gilberto Gil                  | 1. Jan. 2003  | 30. Juli 2008 |      | Luiz Inácio Lula da Silva |
| 13         | Juca Ferreira                 | 30. Juli 2008 | 31. Dez. 2010 |      | Luiz Inácio Lula da Silva |
| 14         | Ana de Hollanda               | 1. Jan. 2011  | 13. Sep. 2012 |      | Dilma Rousseff            |
| 15         | Marta Suplicy                 | 13. Sep. 2012 | 11. Nov. 2014 |      | Dilma Rousseff            |
| 16 interim | Ana Cristina Wanzeler         | 11. Nov. 2014 | 31. Dez. 2014 |      | Dilma Rousseff            |
| 17         | Juca Ferreira                 | 1. Jan. 2015  | 12. Mai 2016  |      | Dilma Rousseff            |
| 18         | Marcelo Calero                | 24. Mai 2016  | 18. Nov. 2016 |      | Michel Temer              |
| 19         | Roberto Freire                | 18. Nov. 2016 | 22. Mai 2017  |      | Michel Temer              |
| 20 interim | João Batista de Andrade       | 22. Mai 2017  | 24. Juli 2017 |      | Michel Temer              |
| 21         | Sérgio Sá Leitão              | 25. Juli 2017 | 31. Dez. 2018 |      | Michel Temer              |